# Tiger-Nunatak
Der Tiger-Nunatak ist ein rund 1600 m hoher Nunatak in der antarktischen Ross Dependency. Er ragt in den Lonewolf Nunataks westlich der Churchill Mountains auf.
Das New Zealand Antarctic Place-Names Committee benannte ihn 2003 nach einem Schlittenhund, der für Arbeiten in diesem Gebiet zwischen 1959 und 1960 eingesetzt wurde.